# Izumiara
× Izumiara, (abreviado Izm) en el comercio, es un híbrido intergenérico entre los géneros de orquídeas Cattleya × Epidendrum × Laelia × Schomburgkia × Sophronitis. Fue publicado en Orchid Rev. 86(1026, cppo): 8 (1978).